# 賈斯汀·李納德
賈斯汀·李納德（Justin Leonard, 1972年6月15日 - ）是一位美國職業高爾夫球選手。出生在德克薩斯州達拉斯。於1994年轉為職業選手。他在1997年贏得了當年的英国公開賽冠軍。同時他也是2008年萊德盃美國隊的隊員之一。迄今已獲得了12項賽事冠軍。

## 外部連結
- 官方網站
- PGA巡迴賽網站上的介紹